# Polokwane (ville)
Ne doit pas être confondu avec Polokwane (municipalité).
Polokwane — connue aussi sous son nom originel de Pietersburg (son toponyme officiel de 1884 à 2003) — est une ville d'Afrique du Sud, capitale de la province du Limpopo et chef-lieu de la municipalité homonyme de Polokwane.

## Étymologie
Le nom de Pietersburg (« ville de Pierre ») fait référence à Petrus Jacobus Joubert, un général boer, commandant-général de la république sud-africaine du Transvaal de 1880 à 1900. 
Le nom de Polokwane signifie « lieu sûr » en sotho du Nord.

## Géographie
Située à 1 312 m d'altitude, juste au-dessous du tropique du Capricorne et à 297 km au nord de Johannesburg, Pietersburg/Polokwane est une ville de près de 200 000 habitants pour une agglomération de 500 000 habitants (2007).

## Histoire

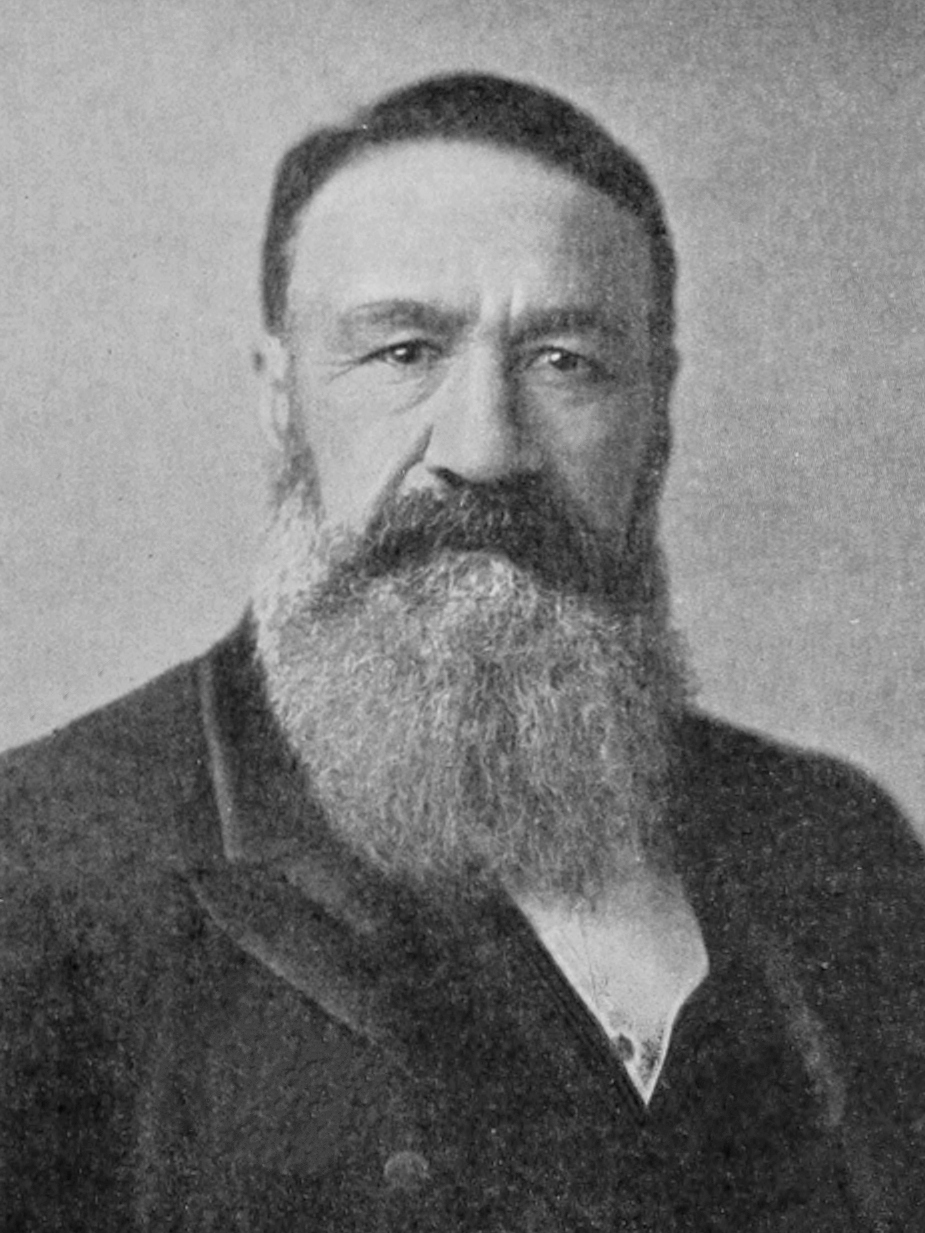
Petrus Jacobus Joubert, général boer en l'honneur duquel la ville fut baptisée Pietersburg lors de sa fondation en 1884.

Pietersburg fut fondée dans le nord de la république du Transvaal en 1884 par un groupe de boers chassés de Schoemansdal par les Vendas. La ville fut baptisée en l'honneur de Pieter Joubert, héros de la bataille de Majuba contre les Britanniques.
En 1955, la ville compte 20 500 habitants dont 8 000 blancs. Les habitants blancs de cette région du Transvaal du nord votèrent à une très large majorité en faveur de la république (89 %), lors du référendum organisé le 5 octobre 1960.
Ville afrikaner très conservatrice, Pietersburg fut remportée par le parti conservateur lors des élections municipales sud-africaines de 1988 puis récupérée par le parti national dans une élection partielle en novembre 1989.
Lors du référendum sur la fin de l'apartheid déclenché en 1992 par le président Frederik de Klerk, les habitants de la grande région nord de Pietersburg furent les seuls à exprimer leur refus de la fin de l'apartheid (59 % des votes).
Jusqu'en 1994, Pietersburg était une ville enclavée dans l’État noir autonome du Lebowa. 
En 2003, lors de la création de la nouvelle municipalité, la ville de Pietersburg fut rebaptisée Polokwane lors du processus d'africanisation des noms des villes d'Afrique du Sud. Le choix du nom de Polokwane a été très contesté par les habitants (principalement blancs) de la ville. Les autorités municipales justifièrent notamment qu'il s'agissait du nom antérieur du lieu en langue sotho avant que les Boers ne le baptisent Pietersburg, mais il n'existe pas de trace historique pouvant attester cette affirmation.

## Économie et tourisme
Aujourd'hui, la ville abrite le gouvernement et le parlement d'une des provinces les plus pauvres d'Afrique du Sud.
Polokwane est avant tout un centre administratif et commercial, doté d'un centre-ville tracé au cordeau, de banlieues résidentielles majoritairement blanches situées à l'est (Hospitaal Park, Flora Park, Welgelegen...), au nord (Annadale), à l'ouest (Ivy Park) et au sud (Penina Park) du centre-ville, de quartiers indiens et coloureds à l'ouest (Nirvana, Superbia, Westenburg), de quartiers industriels majoritairement noirs (New Pietersburg, Laboria ou Industria) et de townships résidentiels noirs situés à 12 km de la ville comme Seshego. C'est dans ses dernières zones que résident près de 95 % de la population de la ville.
Bien que sur la route du Zimbabwe, la ville est située à l'écart des circuits touristiques traditionnels. On y distingue cependant :
- le Pietersburg/Polokwane Museum situé dans une « maison irlandaise » (1906) de style victorien ;
- le musée de la photo Hugh Exton[3] situé dans une église réformée datant de 1890 présentant des clichés des cinquante premières années de la ville ;
- le City Square et ses sculptures réalisées par Danie de Jager  ;
- le cimetière du camp de concentration où reposent 627 Boers dont 523 enfants victimes de l'oppression britannique durant la seconde guerre des Boers de 1899-1902 ;
- le Bakone Malapa museum consacré au peuple et à la culture sotho des Bakone.

## Équipement sportif
Le stade Peter Mokaba a accueilli la coupe du monde de football en 2010.

## Politique
Pietersburg a été au XXe siècle une ville dont l'électorat blanc était majoritairement afrikaner et conservateur, ayant voté successivement et majoritairement au parti sud-africain, au parti national, au parti uni, de nouveau au parti national puis au parti conservateur d'Afrique du Sud. 
Le 25 janvier 1995, Lawrence Mapoulo, membre du Congrès national africain (ANC), devint le premier maire noir de la ville, après la formation de la municipalité de Pietersburg/Polokwane, en fusionnant la ville de Pietersburg avec ses faubourgs et ses townships.
Les élections du 4 novembre 1995 confirmèrent la domination relative de l'ANC sur toute la zone urbaine. Elle remporta notamment 12 sièges au conseil municipal (dont les 7 sièges du township de Seshego) contre 12 sièges à l'opposition répartie entre le parti national (7 sièges dont ceux représentants les quartiers résidentiels blancs et les townships métis et indiens de Westenburg et Nirvana), le Front de la liberté (3 sièges) et le parti conservateur (2 sièges). Eileen Schofield (parti national) devint alors la première maire élue de la nouvelle municipalité.
Depuis les élections municipales de décembre 2000 et la réforme des gouvernements locaux, l'ANC domine largement la vie politique locale.

### Liste de maires de Pietersburg (1903-2000)
- Ernest George Ireland, maire en 1903-1904
- Theunis Johannes Kleinenberg (1865-1927), maire de 1904 à 1906
- M. Johnson, maire en 1906-1907
- Johann Frederik Kirsten, maire en 1907-1908
- James Robert Webster (1857-1913), maire de 1908 à 1910
- Theunis Johannes Kleinenberg (1865-1927), maire de 1910 à 1911
- Carl Natorp, maire en 1911-1912
- James Robert Webster (1857-1913), maire de 1912 à 1913
- William Brown, maire en 1913-1914
- E. Bannatyne, maire en 1914-1915
- Barnard (Barney) Herman (1867-1950), maire de 1915 à 1917
- Theunis Johannes Kleinenberg (1865-1927), maire de 1917 à 1918
- James Albert Jones, maire de 1918 à 1920
- François Grimbeeck (1883 - 1958), maire de 1920 à 1922
- Jacob George Johan Betz, maire de 1922 à 1923
- Frederick van Zyl Slabbert (1883-1965, grand-père de Frederik van Zyl Slabbert): maire de 1923 à 1924
- Jan Diemeer, maire de 1924 à 1925
- Frederick van Zyl Slabbert (1883-1965): maire de 1925 à 1926
- Clarence Pidmore Andrew (-1956) : maire de 1926 à 1927
- Julius Juda Koenig (1879-1928) : maire en 1927-1928
- Nicolaas Jacobus Charles du Plessis : maire en 1928-1929
- Lodewikus Johannes Steyn  : maire en 1929-1930
- Max Louis Marcus (1888-1973) : maire de 1930 à 1931
- Clarence Pidmore Andrew (-1956) : maire de 1931 à 1932
- Frederik van Zyl Slabbert (1883-1965): maire de 1932 à 1933
- Norman Harley: maire de 1933 à 1934
- Clarence Pidmore Andrew (-1956)
- Willem Jacobus Snyman
- Edwin Rowland Holland
- Willem Logan : maire en 1940
- Willem Jacobus Snyman
- Douglas William Bayman
- Willem Hendrik Sevenster
- Louis van der Merwe
- Douglas William Bayman :
- David Joseph (Dap) Naude (1895-1973, frère de Jozua François Naudé) : maire de 1947 à 1949
- Moss Hyman Cohen (1902-1984), maire en 1949-1950
- Andries Johannes Bekker, maire de 1950 à 1951
- David Joseph (Dap) Naude (1895-1973) : maire (NP) de 1951 à 1956
- Gideon David de Wet, maire de 1956 à 1957
- Phillippus Spies McDonald, maire de 1957 à 1958
- Andries Stephanus Dawid (Dupel) Erasmus (1920-): maire (NP) de 1958 à 1959
- Magdalena Maria Elizabeth (Lien) Grimm (née Visser): maire de 1959 à 1960 (première femme maire de Pietersburg)
- Cornelius J. S. J. van Rensburg: maire de 1960 à 1961
- Phillippus Spies McDonald : maire de 1961 à 1962
- Theunis Louis Boshoff : maire de 1962 à 1963
- Gideon David de Wet : maire de 1963 à 1964
- Jacobus Marthinus Christoffel van Marle : maire de 1964 à 1965
- Gideon David de Wet : maire de 1965 à 1966
- Jacobus Francois van Zyl : maire de 1966 à 1967
- Dietlof Siegfried Maré (1919-1976) : maire de 1967 à 1968
- Gideon David de Wet : maire de 1968 à 1969
- Zacharias van Waveren : maire de 1969 à 1970
- Johannes Luther du Plessis : maire de 1970 à 1971
- Lukas Johannes Snyman : maire de 1971 à 1972
- Jacobus Francois van Zyl : maire de 1972 à 1973
- Daniel Jacobus (Danie) Hough : maire de 1973 à 1974
- Burger "Tjol" Lategan : maire (parti national) de 1974 à 1975
- Hendrik Jurgens Jansen van Vuuren : maire de 1975 à 1976
- Philippus Johannes Schalkwyk : maire de 1976 à 1977
- Lukas Johannes Snyman : maire de 1977 à 1978
- Burger "Tjol" Lategan : maire de 1978 à 1979
- Nicolaas Johannes du Preez : maire de 1979 à 1980
- Philippus Johannes Schalkwyk  : maire de 1980 à 1981
- Hendrik (Hennie) Jurgens Jansen van Vuuren : (parti conservateur) : maire de 1988 à 1990
- Philippus Johannes (Schalk) Schalkwyk (parti national) : maire de 1990 à 1991
- Nicolaas (Niek) van Reede van Oudtshoorn (parti national) : maire de 1991 à 1992
- Jannie Moolman (parti national) : maire de 1992 à 1993
- Thomas Pretorius : maire (parti national) de 1993 à 1995
- Lawrence Mapoulo : maire du conseil transitoire de Pietersburg en 1995
- Eileen Schofield : maire élue à la suite des élections municipales sud-africaines de 1995-1996.

## Personnalités liées à la commune
- Hendrik Mentz, ministre, premier député élu de Pietersburg en 1910
- Jozua François Naudé, député (1920-1961) puis sénateur, président de l'État par intérim de la République d'Afrique du Sud du 1er juin 1967 au 10 avril 1968.
- Petrus Paulus (Piet) Hugo (1892-1961), sénateur
- Andries Stephanus David (Dupel) Erasmus, député de 1966 à 1975
- Willie Snyman, député de 1975 à 1994
- Mary Malahlela, première femme noire médecin en Afrique du Sud
- Retief Goosen, golfeur né en 1969
- Victor Matfield, rugbyman
- John Smit, rugbyman
- Lydia Kompe (1935-2023,) syndicaliste et femme politique, député, née à Matlala, près de Pietersburg.
- Marthinus van Schalkwyk (1959-), homme politique sud-africain.

## Toponymie locale
| Ancien nom de rue | Nouveaux noms        |
| ----------------- | -------------------- |
| Vorster street    | Thabo Mbeki street   |
| -                 | Nelson Mandela Drive |

## Sources bibliographiques
- Elwyn Jenkins, Falling into place: the story of modern South African place names, New Africa Books, 2007, p 151 et s.